# KISA 해킹방어대회
KISA 해킹방어대회는 매년 대한민국의 중·고·대학생 및 일반인을 대상으로 한국정보보호진흥원에서 개최하는 대회이다. 2004년 제1회 해킹방어대회가 처음 열렸다. 해킹방어대회라는 이름에 걸맞게 주로 보안 취약점을 찾아 해결하는 문제가 주로 출제된다. 하지만 2008년도부터 CTF(Capture The Flag) 대회방식의 도입으로 방어 능력뿐만 아니라 공격 능력도 함께 평가하고 있다. 2014년 기준으로 11회까지 개최되었다.

## 대회 방식
KISA 해킹방어대회는 예선과 본선, 두 개의 대회로 나누어 진행된다.
또한, 본선에참가하지 못한 해커들을 위하여 본선경기당일 해당 경기장에서 이벤트성 번외경기도 펼쳐진다.

### 예선
예선 대회는 온라인으로 진행되며, 온라인으로 진행되는 만큼 웹 해킹 기법과 관련한 문제가 주로 출제되고, 이외에 악성코드 분석, 리버스 엔지니어링, 스마트폰 해킹 등의 능력을 평가하는 문제가 출제된다. 예선 대회에서 우수한 성적을 거둔 팀이 본선에 진출할 수 있다.

### 본선
본선 대회는 일정한 대회 장소에서 오프라인으로 진행된다. 본선 대회에는 침해사고(크래킹) 분석 및 대응, 취약한 시스템 패치, 악성코드 찾기 등 해킹방어와 관련한 문제가 주로 출제된다.

## 시상 금액 및 상품 내역
2013년에 개최한 제10회 해킹방어대회를 기준으로 시상 내역은 다음과 같다.
- 대상 : 미래창조과학부장관상(1팀 상금 1000만원)
- 금상 : 한국인터넷진흥원장상(2팀, 상금 400만원)
- 은상 : 한국인터넷진흥원장상(2팀, 상금 200만원)

## 역대 대회 수상팀 목록
다음은 역대 대회 수상팀의 목록을 나열한 것이다. (은상까지만 기재)

### 2004년 (1회)
- 대  상 : KR@C (박규태, 박영호, 김경곤)
- 우수상 : NULL 팀
- 우수상 : Hantor 팀 (이승우, 이성환)
- 특별상 : Lapios 팀

### 2005년 (2회)
- 대상 : SYSMAX (김두현, 문인택)
- 금상 : 짜짜와하동 (최상명, 하동주)

### 2006년 (3회)
- 대상 : rootShell (문인택, 박규태)
- 대학정보보호동아리 특별상 : Security First (최상명, 하동주, 홍영우)
- 금상 : 캣-시큐리티, 리버스랩
- 은상 : 5존, 5.18

### 2007년 (4회)
- 대상 : 리버스랩(김종회, 구대훈)
- 금상 : CERT-IS(박종섭, 홍순열), 시큐리티 퍼스트(최상명, 하동주)
- 은상 : SnN(신우성, 남석우), R3dsun(손기종, 조주봉)

### 2008년 (5회)
- 대상 : Mayking(박두해, 심진식, 구사무엘)
- 금상 : JAMS(최상명, 하동주, 이재서, 박찬암), GoN(이민우, 장영진, 이상후, 원강희)
- 은상 : 캣-시큐리티(최영대, 김지한, 문은미, 추보람), 씽크(태인규, 최영남, 김주연, 정정홍)

### 2009년 (6회)
- 대상 : zzzz(구사무엘, 이병윤, 김은수, 이지용)
- 금상 : KAIST Gon(장영진, 이상후, 이종률, 윤인수), JAMBa(박찬암, 조주봉, 최상명, 하동주)

### 2010년 (7회)
- 대상 : Youm0x27s0x20Student(김태형, 최상명, 하동주, 최현우)
- 금상 : 20101118의 (조휘철, 유주완, 이정훈), Core2Quad(김지한, 현종석, 김태완, 박민하)
- 은상 : NoSmoking(박종섭, 심준보, 김호빈), ReverseLab(김민상, 주용식, 정대근, 구대훈)

### 2011년 (8회)
- 대상 : n0cdh(박영준, 김지환, 표경태, 이은총)
- 금상 : JAMBa(하동주, 박찬암, 최상명, 조주봉), mildthree1br(김민재, 문현철, 이진영)
- 은상 : dokGoJin(이용일, 최현우, 조현호, 김소헌), minus(장준호, 이병영, 송종혁, 송재혁)

### 2012년 (9회)
- 대상 : moonbang9.kr(이종호, 이정훈, 박종섭, 고기완)
- 금상 : JulyKing(방성원, 현종석, 김훈석, 조인해), HADES(최상명, 지현석, 김태형, 하동주)
- 은상 : KAIST GoN(), IndividualN(김예나, 심준보, 정광운)

### 2013년 (10회)
- 대상 : 설이(이종호, 박종섭, 이정훈, 고기완)
- 금상 : CodeRed(강인욱, 김희중, 임정원, 최규범), 진격의해커(최상명, 한승연, 김태형, 하동주)
- 은상 : B10S, GoN

### 2014년 (11회)
- 대상 : CodeRed(강인욱, 김종민, 김희중, 임정원)
- 금상 : 태형이네팀(김태형, 하동주, 최상명, 한승연), 동결얼화얼창얼창(이정훈, 이종호, 박종섭, 고기환)
- 은상 : 심쿵(정인갑, 정협, 김진현, 현종석), CodeC(한충우, 권혁민, 김지성, 박선주)

### 2015년 (12회)
- 대상 : Cykor(김보겸, 진용휘, 권혁, 이규빈, 임정원)
- 금상 : CodeRed(강인욱, 오지헌, 김준기, 한충우), 메우메우(김종민, 권혁민, 김희중, 김인섭)
- 은상 : KaSec(박민준, 장대희, 최현우, 김종환), HACK(임재용, 문영식, 임지혁, 김인수)

## 같이 보기
- 데프콘 (대회)
- 코드게이트